# Bruno Cheyrou
Bruno Cheyrou (Suresnes, Francia, 10 de mayo de 1978), exfutbolista francés. Jugó de volante y su último equipo fue el FC Nantes de Francia. 

## Selección nacional
Fue internacional con la Selección de fútbol de Francia, jugó 3 partidos internacionales.

## Clubes
| Club                   | País       | Año       |
| ---------------------- | ---------- | --------- |
| Lille OSC              | Francia    | 1998-2002 |
| Liverpool FC           | Inglaterra | 2002-2004 |
| Olympique de Marseille | Francia    | 2004-2005 |
| Girondins de Burdeos   | Francia    | 2005-2006 |
| Stade Rennes           | Francia    | 2006-2010 |
| Anorthosis             | Chipre     | 2010      |
| FC Nantes              | Francia    | 2010-2012 |

### Campeonatos nacionales
| Título          | Club         | País       | Año  |
| --------------- | ------------ | ---------- | ---- |
| Ligue 2         | Lille OSC    | Francia    | 2000 |
| Copa de la Liga | Liverpool FC | Inglaterra | 2003 |